# أيزاياه تورنر (شخصية أعمال)
أيزاياه تورنر (بالإنجليزية: Isaiah Turner)‏ هو شخصية أعمال أمريكي، ولد في 7 أغسطس 1998.